# Österreichische Alpine Skimeisterschaften 1948
Die Titelentscheidungen in den Alpinbewerben der Österreichischen Skimeisterschaften 1948 fanden alle am 20. Februar in Bad Gastein statt. Am 21. Februar wurde als Rahmenprogramm ein FIS-Riesenslalom ausgetragen. Zugleich wurden auch ab 18. Februar die Meister in den nordischen Disziplinen gekürt.

## Herren

### Abfahrt
| Platz | Name               | Zeit |
| ----- | ------------------ | ---- |
| 1     | Hellmut Lantschner | -    |
| 2     | Edi Mall           | -    |
| 3     | Thaddäus Schwabl   | -    |

Datum: 20. Februar 1948

Ort: Badgastein

### Slalom
| Platz | Name             | Zeit |
| ----- | ---------------- | ---- |
| 1     | Egon Schöpf      | -    |
| 2     | Hans Nogler      | -    |
| 3     | Engelbert Haider | -    |

Datum: 20. Februar 1948

Ort: Badgastein

### Kombination
Die Kombination setzt sich aus den Ergebnissen von Slalom und Abfahrt zusammen.
| Platz | Name             | Punkte |
| ----- | ---------------- | ------ |
| 1     | Egon Schöpf      | 424,9  |
| 2     | Thaddäus Schwabl | 431,1  |
| 3     | Engelbert Haider | 431,8  |
| 4     | Hans Nogler      | -      |

### Riesenslalom (Demonstrationsbewerb)
| Platz | Name             | Zeit       |
| ----- | ---------------- | ---------- |
| 1     | Luis Seyrling    | 1:36,3 min |
| 2     | Engelbert Haider | 1:36,6 min |
| 3     | Hans Nogler      | 1:37,0 min |

Datum: 21. Februar 1948

Ort: Badgastein

## Damen

### Abfahrt
| Platz | Name                    | Zeit |
| ----- | ----------------------- | ---- |
| 1     | Erika Mahringer         | -    |
| 2     | Anneliese Schuh-Proxauf | -    |
| 3     | Annelore Zückert        | -    |

Datum: 20. Februar 1948

Ort: Badgastein

### Slalom
| Platz | Name                    | Zeit |
| ----- | ----------------------- | ---- |
| 1     | Anneliese Schuh-Proxauf | -    |
| 2     | Erika Mahringer         | -    |
| 3     | Sophie Nogler           | -    |

Datum: 20. Februar 1948

Ort: Badgastein

### Kombination
Die Kombination setzt sich aus den Ergebnissen von Slalom und Abfahrt zusammen.
| Platz | Name                    | Punkte |
| ----- | ----------------------- | ------ |
| 1     | Anneliese Schuh-Proxauf | 457,1  |
| 2     | Erika Mahringer         | 466,6  |
| 3     | Sophie Nogler           | 480,6  |
| 4     | Hilde Doleschell        | -      |
| 5     | Annelore Zückert        | -      |

### Riesenslalom (Demonstrationsbewerb)
| Platz | Name                       | Zeit       |
| ----- | -------------------------- | ---------- |
| 1     | Andrea Mead-Lawrence (USA) | 1:55,0 min |
| 2     | Annelore Zückert           | 1:58,0 min |
| 3     | Hilde Doleschell           | 1:59,1 min |
| 4     | Sophie Nogler              | -          |

Datum: 21. Februar 1948

Ort: Badgastein